# ダイヤモンドカーソル
ダイヤモンドカーソル（diamond cursor）とは、Controlキーを中心とした編集用のキーバインドのことで、一部のソフトウェア（テキストエディタなど）やキーボードで使われる。
ControlキーとE,S,D,Xなどのキーを組み合わせカーソル移動に用いるが、QWERTY配列ではこのキーの並びがダイヤ記号のようになっていることからこの名前がついた。また、E,S,D,Xの周囲のW,A,Z,R,F,CのキーをPageUpなどの用途に用いることも多い。
初期のワープロソフトであるWordStarで使用され、その操作系を引き継いだ Turbo C/Turbo Pascalのエディタやメガソフト社のMIFESでも使用された。